# شمعلی
شمعلی، روستایی در دهستان شاندیز بخش شاندیز شهرستان بینالود استان خراسان رضوی ایران است.

## جمعیت
بر پایه سرشماری عمومی نفوس و مسکن در سال ۱۳۹۵ جمعیت این روستا ۱۴۱ نفر (در ۴۷ خانوار) بوده است.